# PC/104

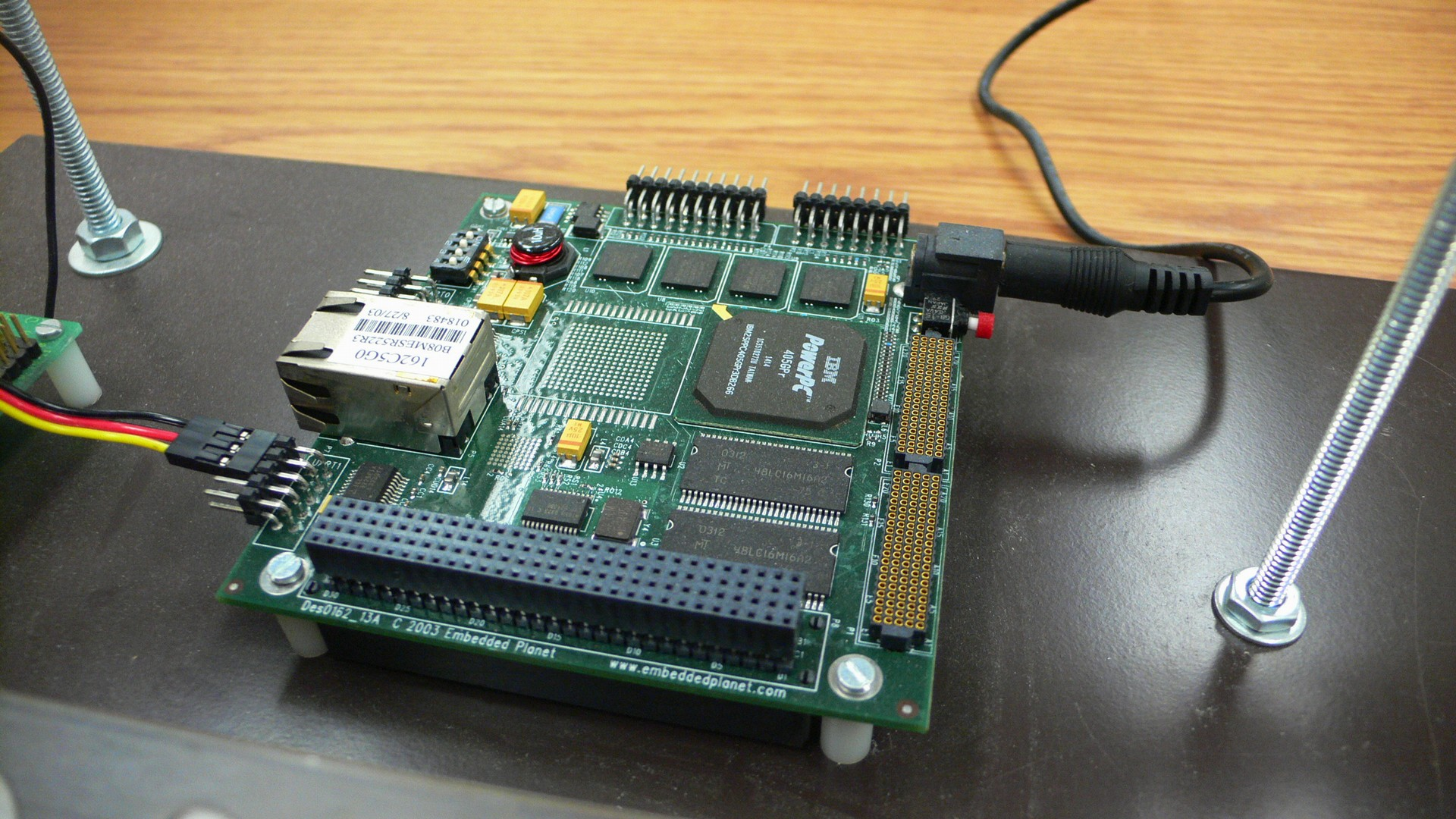
Un EP405 répondant à la norme PCI-104. On distingue le processeur PowerPC au centre de la carte, un port Ethernet à gauche et le connecteur PCI en bas.

PC/104 (ou PC104), est une norme de PC embarqué créée par le PC/104 Consortium, qui définit une forme et une architecture.

## Histoire
Le format PC/104 est conçu à l'origine par la société Ampro en 1987 et est standardisé par le PC/104 Consortium en 1992. Un brouillon de standard par le IEEE, IEEE P996.1, a été rédigé mais il n'a jamais été ratifié.
En 2008 sont publiées les spécifications du bus PCIe/104, qui stipulent une connectique de 156 broches réparties en trois zones identiques. Ce connecteur contient le bus de gestion système SMBus, des signaux de contrôle et l’alimentation ATX. Mais aussi deux liens USB 2.0 et quatre liens PCI Express (PCIe) x1. Les évolutions des spécifications rajouteront un lien PCI Express x16. Et en 2010, la norme permet d'attribuer les broches des signaux PCIe x16 à deux liens PCIe x4, deux bus USB 3.0, deux bus SATA ainsi qu’à l’alimentation d’une horloge temps réel. Et un bus LPC (ISA) pour la compatibilité avec d'ancien matériels.
En 2013, le bus PCIe de 3e Génération est introduit dans les normes PCIe/104 et PCI/104-Express. Cela autorise des échanges à des débits de 2 Go/s, 8 Go/s, 16 Go/s et 32 Go/s sur les liens PCIe x1, x4, x8 et x16 respectivement.
En 2015, le consortium approuve la révision 3.0 des spécifications PCI/104-Express et PCIe/104. Elle introduit une option additionnelle du nom de « OneBank » qui permet de remplacer sur la carte le connecteur PCIe/104 traditionnellement utilisé par un connecteur trois fois plus court. L’arrivée à maturité de la technologie PCIe de 3e génération est censé offrir à lui seul suffisamment de bande passante pour les applications futures. Le consortium PC/104 décide d'offrir la possibilité aux concepteurs d’utiliser uniquement le connecteur OneBank de seulement 52 broches, positionné à l’emplacement exact de la zone 1 du connecteur PCIe/104 afin de rendre interopérables les deux spécifications. Les signaux véhiculés par le connecteur OneBank sont exactement les mêmes que ceux transportés via la zone 1 du connecteur PCIe/104. Un choix qui permet d’empiler sans problème de compatibilité des modules PCI/104-Express, PCIe/104 et OneBank…

## Domaine d'utilisation
Contrairement au populaire format ATX et aux bus PCI des PC actuels, le PC/104 est destiné à des utilisations spécifiques, tels que l'acquisition de données ou les systèmes de contrôle industriels. De par sa résistance aux chocs et aux vibrations, il est utilisé dans l'industrie et dans le domaine militaire.

## Architecture
Les composants d'un PC/104 se présentent sous forme de modules qui s'empilent les uns sur les autres. Son nom vient du bus composé de 104 points (un connecteur de 64 points et un de 40 points). La taille standard est de 90,17 x 95,89 mm (soit 3,55 x 3,775 pouces) et la hauteur dépend du nombre de modules empilés et de leur hauteur individuelle.
Une configuration classique comprend une carte mère, un convertisseur analogique-numérique et un module d'entrées/sorties numériques.
La norme PC/104 impose la consommation, la taille, le bus standard, mais pas l'architecture. Bien que le x86 soit très utilisé, les architectures à base d'ARM, de PowerPC ou encore de SuperH existent.